# Alessio Curci
Alessio Curci (* 16. Februar 2002 in Redingen) ist ein luxemburgisch-italienischer Fußballspieler. Er ist für Neftçi Baku und die luxemburgische A-Nationalmannschaft aktiv.

## Karriere

### Verein
Von seinem Heimatverein Sporting Steinfort wechselte Curci über Eintracht Trier im Sommer 2018 zum Nachwuchsleistungszentrum des deutschen Bundesligisten 1. FSV Mainz 05. Dort spielte er für dessen U-17 sowie die U-19 in der Junioren-Bundesliga Süd/Südwest. In der Saison 2020/21 kam er dann zu seinen ersten Einsätzen für die 2. Mannschaft in der Regionalliga Südwest. Im Sommer 2023 ging Curci weiter zum belgischen Zweitliga-Aufsteiger Francs Borains. Dort absolvierte er in den folgenden beiden Spielzeiten 45 Ligapartien und schoss dabei acht Treffer. Am 30. Juli 2025 folgte dann ein weiterer Wechsel zu Neftçi Baku in die Premyer Liqası nach Aserbaidschan.

### Nationalmannschaft
Nach diversen Einsätzen in den Jugendauswahlen Luxemburgs debütierte Curci als 20-Jähriger am 17. November 2022 beim Testspiel gegen Ungarn (2:2) für die luxemburgische A-Nationalmannschaft, als er vor heimischer Kulisse in der 71. Minute für Yvandro Borges Sanches eingewechselt wurde und kurze Zeit später den Treffer zum Endstand erzielte.